# Ctenotus burbidgei
Ctenotus burbidgei este o specie de șopârle din genul Ctenotus, familia Scincidae, descrisă de Storr 1975. A fost clasificată de IUCN ca specie cu risc scăzut. Conform Catalogue of Life specia Ctenotus burbidgei nu are subspecii cunoscute.